# Cacahuatique
La cordillera o cerro Cacahuatique está ubicada en la parte media del departamento de Morazán en la República de El Salvador. También se conoce con el nombre de Corobán, el cerro del mismo nombre tiene una altura de 1 663 m s. n. m. Cacahuatique significa Cordillera de los cacahuatales o "cerro de las huertas de cacao", siendo las voces que integran esta palabra las siguientes: cacahuate, huerta de cacao (vocablo prestado a los idiomas maya - quiché y nahoa); y tique, cerro, sufijo de lugar.
Esta es una zona de gran importancia para las poblaciones periféricas, porque en ella se originan las fuentes que proveen a una parte significativa de los sistemas de agua para diversos usos. Durante mucho tiempo la actividad económica principal de la zona fue la caficultura y la ganadería. Con la caída de los precios del café, muchas fincas cafetaleras han disminuido sus actividades, algunas incluso han sido dejadas en el abandono y la cubierta de cafetal está siendo eliminada paulatinamente para dedicar la tierra a otros usos.
- Datos: Q6400022